# Positieve lijsten van zoogdieren en reptielen (Belgie)
'Postieve lijsten van zoogdieren en reptielen' zijn lijsten waarop aangegeven staat welke zoogdieren, respectievelijk reptielen door particulieren gehouden mogen worden. De positieve lijst voor zoogdieren van Belgie was een van de eerste lijsten die door een land is opgesteld om aan te geven welke dieren door particulieren gehouden mogen worden. Op 16 juli 2009 kwam deze eerste positieve lijst van zoogdieren tot stand. De lijst bevatte 42 zoogdiersoorten. Op dat moment gold de lijst voor heel België, aangezien dierenwelzijn toen nog een federale bevoegdheid was. Sinds de zesde staatshervorming in 2014 werd de dierenwelzijnsbevoegdheid geregionaliseerd naar de gewesten. Sedertdien zijn de gewesten bevoegd voor het dierenwelzijn en bijgevolg ook voor het opstellen van positieve lijsten van soorten of categorieën van dieren die gehouden mogen worden.
De drie gewestregeringen stelden intussen hun eigen positieve lijsten samen van zoogdieren en reptielen die gehouden mogen worden als gezelschapsdier. De positieve lijsten doen geen afbreuk aan de natuurbehoudswetgeving: het is mogelijk dat om bepaalde diersoorten te houden die op de positieve lijst staan, een CITES-certificaat moet worden aangevraagd. Op de positieve lijsten van reptielen staan immers ook beschermde soorten onder de Convention on International Trade in Endangered Species of Wild Fauna and Flora (CITES). Daarnaast kan voor het houden van een bepaald dier vanwege zijn gevaarlijkheid of vanaf het houden van een bepaald aantal dieren een milieu- of omgevingsvergunning vereist zijn.
Zoogdier- of reptielsoorten die niet op de positieve lijsten staan, kunnen wel nog gehouden worden mits hiervoor een erkenning wordt aangevraagd bij de bevoegde minister van Dierenwelzijn.

## Positieve lijsten van zoogdieren die gehouden mogen worden
Op 13 juli 2018 wijzigde de Vlaamse regering de positieve lijst van zoogdieren voor het Vlaamse Gewest en voegde hieraan de Bengaalse kat (vanaf f5) toe en schrapte de Aziatische gestreepte grondeekhoorn eruit. In navolging hiervan vaardigde ook de Waalse regering een eigen positieve lijst uit van zoogdieren die gehouden mogen worden in Wallonië. Het Brusselse Hoofdstedelijk Gewest blijft net als Vlaanderen met de federale positieve lijst werken, die hij in 2020 wijzigde door er ook de Bengaalse kat (vanaf f5) aan toe te voegen en de Aziatische gestreepte grondeekhoorn uit te halen. Vanaf 19 januari 2023 mag het Axishert evenmin nog als huisdier worden gehouden in Brussel.

## Positieve lijsten van reptielen die gehouden mogen worden
In Vlaanderen kwam in 2019 de eerste positieve lijst van reptielen tot stand. De lijst bevat maar liefst 422 reptielsoorten, waaronder 107 slangen, 249 hagedissen en 66 schildpadden.
Op 26 november 2020 nam het Brusselse Gewest de Vlaamse positieve lijst integraal over. Inmiddels schrapte Brussel de gewone koningsslang (Lampropeltis getula) uit de lijst, aangezien deze soort werd toegevoegd aan de Unielijst van zorgwekkende invasieve soorten. De gewone koningsslang heeft namelijk een grote impact op de biodiversiteit door predatie en in mindere mate ook door concurrentie en verspreiding van ziekten. Daarnaast volgt hij een generalistisch dieet van onder meer knaagdieren, kleine zoogdieren, vogels, hagedissen, slangen, schildpadden, kikkers, salamanders en grote ongewervelde dieren. Vanwege dit veelzijdig dieet kan de slang een bedreiging vormen voor veel inheemse Europese soorten als hij in voldoende grote aantallen voorkomt of wanneer de beschikbare prooi zeldzaam of bedreigd is.
Op 10 december 2020 voerde de Waalse regering eveneens een positieve lijst van reptielen in met daarop 257 reptielsoorten. De lijst bevat 121 hagedissoorten, 85 slangensoorten en 51 schildpaddensoorten. De Waalse reptielsoorten worden onderverdeeld in drie bijlages. Het houden van soorten in bijlage 2 en 3 is onderworpen aan bepaalde minimumnormen. Daarenboven is het verhandelen van soorten in bijlage 3 verboden. De soorten in bijlage 2 mogen slechts worden verhandeld onder bepaalde voorwaarden en mogen niet worden weggeschonken.

## Criteria voor een positieve lijst
Aan de opmaak van een positieve lijst zijn enkele criteria verbonden. Een positieve lijst die de te houden diersoorten beperkt, komt namelijk neer op een kwantitatieve invoerbeperking van soorten ('goederen') die niet op de positieve lijst staan. Een dergelijke beperking is volgens het Hof van Justitie enkel toegestaan onder de volgende voorwaarden:
- de lijst moet een legitiem doel hebben (een positieve lijst met als doel het welzijn van dieren in gevangenschap te waarborgen, wordt als een legitiem doel van algemeen belang aangemerkt);
- de positieve lijst moet worden opgesteld op basis van objectieve, niet-discriminerende criteria;
- er moet in een procedure worden voorzien die particulieren in staat stelt om nieuwe soorten op de lijst te plaatsen. Deze procedure moet gemakkelijk toegankelijk zijn en binnen een redelijke termijn worden voltooid;
- indien een nieuwe soort op de lijst wordt geweigerd, moet tegen deze gemotiveerde weigeringsbeslissing in rechte kunnen worden opgetreden. Een verzoek tot plaatsing van een nieuwe soort op de lijst kan bovendien slechts worden afgewezen wanneer het houden van specimens van de betrokken soorten een reëel gevaar voor hun dierenwelzijn oplevert;
- de voorwaarden om een soort te houden die niet op de positieve lijst staat, dienen objectief gerechtvaardigd te zijn en mogen niet verder gaan dan hetgeen noodzakelijk is om de dierenwelzijnsdoelstelling te bereiken.

## Positieve lijst in Nederland
In Nederland circuleerde reeds sinds 2004 een voorstel van de Raad voor dierenaangelegenheden (RDA) omtrent de opstelling van een positieve en negatieve lijst voor het houden van reptielen, amfibieën en vissen. Op de negatieve lijst komen soorten die volgens de RDA niet op een aanvaardbare wijze gehouden kunnen worden vanuit gezondheids- en welzijnsoogpunt. De positieve lijst zou dan soorten bevatten die vanuit die optiek net wel op een aanvaardbare wijze gehouden kunnen worden, al dan niet onder voorwaarden. In 2020 riep de Tweede Kamer de Nederlandse regering op om werk te maken van deze lijsten. Anno 2023 zijn deze lijsten nog steeds niet opgesteld.
In 2015 stelde Nederland voor het eerst een positieve lijst van zoogdieren vast, de zogenaamde huis- en hobbydierenlijst. Twee jaar later werd deze lijst echter buiten werking gesteld door het College van Beroep voor het bedrijfsleven (CBb), omdat de lijst volgens het CBb niet voldeed aan het Europeesrechtelijke vereiste van wetenschappelijke objectiviteit en aan de beginselen van deskundigheid en transparantie. Pas in juli 2022 slaagde Nederland erin een nieuwe positieve lijst van zoogdieren op te maken. Deze nieuwe huis- en hobbydierenlijst bevat 30 zoogdiersoorten en trad in werking op 1 juli 2024.

## EU brede positieve lijst
Op niveau van de Europese Unie werden in 2022 voorstellen ingediend omtrent de opmaak van een EU brede positieve lijst van wilde en exotische dieren die als huisdieren gehouden mogen worden. Een dergelijke EU-lijst zou dan voor alle 27 lidstaten gelden. De Europese Commissie beloofde vanaf 2023 werk te maken van het opstellen van een positieve lijst van soorten waarvan aan de natuur onttrokken exemplaren verhandeld en als huisdier gehouden mogen worden.